# Meta Sudans
Meta Sudans (česky Ronící Meta) byla obrovská kónická fontána, postavená v antickém Římě mezi lety 89 a 96  za vlády císaře Domitiána z dynastie Fláviovců (vládl 81-96).
Fontána stála hned vedle ohromného fláviovského amfiteátru, známého od středověku jako Koloseum. Její rozměry byly impozantní, tyčila se do výšky 17 metrů (průměr dolní základny byl 16 metrů a hloubka „bazénu“ 1,4 metrů).
Stavba byla silně poškozena už ve středověku a její zbytky kompletně odstraněny Mussolinim, který v roce 1936 nechal na jejím místě postavit dopravní okruh kolem Kolosea.